# Dorette Boelens
Dorette Boelens (Eindhoven, april 1959) is een voormalig Nederlands bowlster. Ze behoorde jarenlang tot de Nederlandse bowlingtop en vertegenwoordigde Nederland op diverse internationale kampioenschappen.

## Loopbaan
Dorette Boelens kwam al op jonge leeftijd in aanraking met de bowlingsport via haar moeder, een van de eerste vrouwelijke bowlsters in Eindhoven. Haar moeder maakte deel uit van het Nederlands damesteam en was bestuurlijk actief binnen de Eindhovense bowlingvereniging.
Op twaalfjarige leeftijd begon Boelens zelf met bowlen, maar haar actieve deelname liet op zich wachten tot haar zestiende, toen ze zelfstandig naar de bowlingbaan kon reizen. Samen met haar broer Bart-Jan van den Boogaart trainde ze intensief en ontwikkelde ze haar techniek. Rond die tijd werd ze opgemerkt door coach Ron Bojoh, die haar uitnodigde voor trainingssessies.
In 1983 werd Boelens voor het eerst geselecteerd als reserve voor het Wereldkampioenschap. Drie jaar later, in 1986, werd ze officieel opgenomen in het Nederlands damesteam en nam ze deel aan de Europa Cup Teams in Frankfurt.
Tijdens de Wereldkampioenschappen van 1987 in Helsinki brak Boelens het FIQ-wereldrecord met een score van 289 in een enkele game. Dit was destijds het hoogste resultaat ooit behaald op een Wereldkampioenschap.
Haar internationale doorbraak volgde met overwinningen in de AMF World Cup NL Dames (1988-1989) en meerdere nationale titels. Gedurende haar carrière nam ze deel aan diverse Europese en Wereldkampioenschappen, waarbij ze medailles en titels behaalde.

### Bijzondere deelname aan Zuid-Afrika in 1992[2]
In 1992 nam Boelens deel aan een bijzonder sportevenement in Zuid-Afrika. Dit was de eerste keer na de afschaffing van de apartheid dat een internationaal sporttoernooi werd georganiseerd in samenwerking met teams uit de Verenigde Staten en Israël. De wedstrijden vonden plaats in Johannesburg, Kaapstad en Durban en markeerden een historisch moment in de sportwereld.

## Prestaties en onderscheidingen
Dorette Boelens heeft meerdere nationale en internationale titels op haar naam staan, waaronder:
- Winnaar AMF World Cup NL Dames: 1989
- Bowlster van het jaar (senioren): 1987, 1988, 1995, 1996
- Nederlands Kampioen A-klasse Singles Dames: 1984, 2003
- Nederlands Kampioen A-klasse All Events: 1988, 1991, 1995, 1998, 2001
- Nederlands Kampioen A-klasse Doubles Dames (met Annemiek van den Boogaart): 1995, 1996, 1997, 2001
- Nederlands Kampioen Nationaal Dames Trio Leaque: 1988, 1989, 1992, 1993, 1995,1996
- Open Nederlands Kampioen Dames: 1990, 1994
- Open Nederlandse Kampioenschappen 2e plaats: 1987
- Europe Cup Teams Kampioen: 1988 (Barcelona), 1990 (Wenen), 1998 (Malmö)
- European Cup Individuals (ECI) 2e plaats: 1992
- Europees Kampioenschappen 2e plaats: 1989
- Kampioen Europa Cup Landen teams Barcelona: 1988
- Nederlands Kampioenschappen 3e plaats: 1986, 2005
- Nederlands Kampioenschappen 2e plaats: 1987
- Kampioen Knijn Internationals: 1989, 1993

Daarnaast nam ze deel aan wereldkampioenschappen in onder andere Helsinki (1987), Mexico (1988) Singapore (1991), Abu Dhabi (1999) en meerdere Europese kampioenschappen, waar ze individueel en in teamverband successen boekte.
In 2001 nam Boelens afscheid als international, maar bleef actief in de bowlingsport. In 2005 gooide ze een Perfect Game (300) in Mega Bowling Eindhoven.

## Interlands
Dorette Boelens vertegenwoordigde Nederland in verschillende interlands, waaronder wedstrijden tegen Frankrijk (1984), België (1986) en Zweden (1988). In 1992 speelde ze in Zuid-Afrika tegen teams uit de Verenigde Staten en Zuid-Afrika.